# Kristin Nørstebø
Kristin Nørstebø (født 9. september 1990) er en norsk håndboldspiller, som spiller i Tertnes HE og tidligere Norges kvindehåndboldlandshold.